# Alpi Retiche orientali
Le Alpi Retiche orientali (in tedesco Östliche Rätische Alpen) sono una sezione delle Alpi Retiche, che interessa l'Austria (Land del Tirolo) e l'Italia (Regione Trentino-Alto Adige) Secondo la classificazione della SOIUSA appartengono alle Alpi Centro-orientali. La vetta più alta è il Wildspitze che raggiunge i 3.772 m s.l.m..

## Classificazione

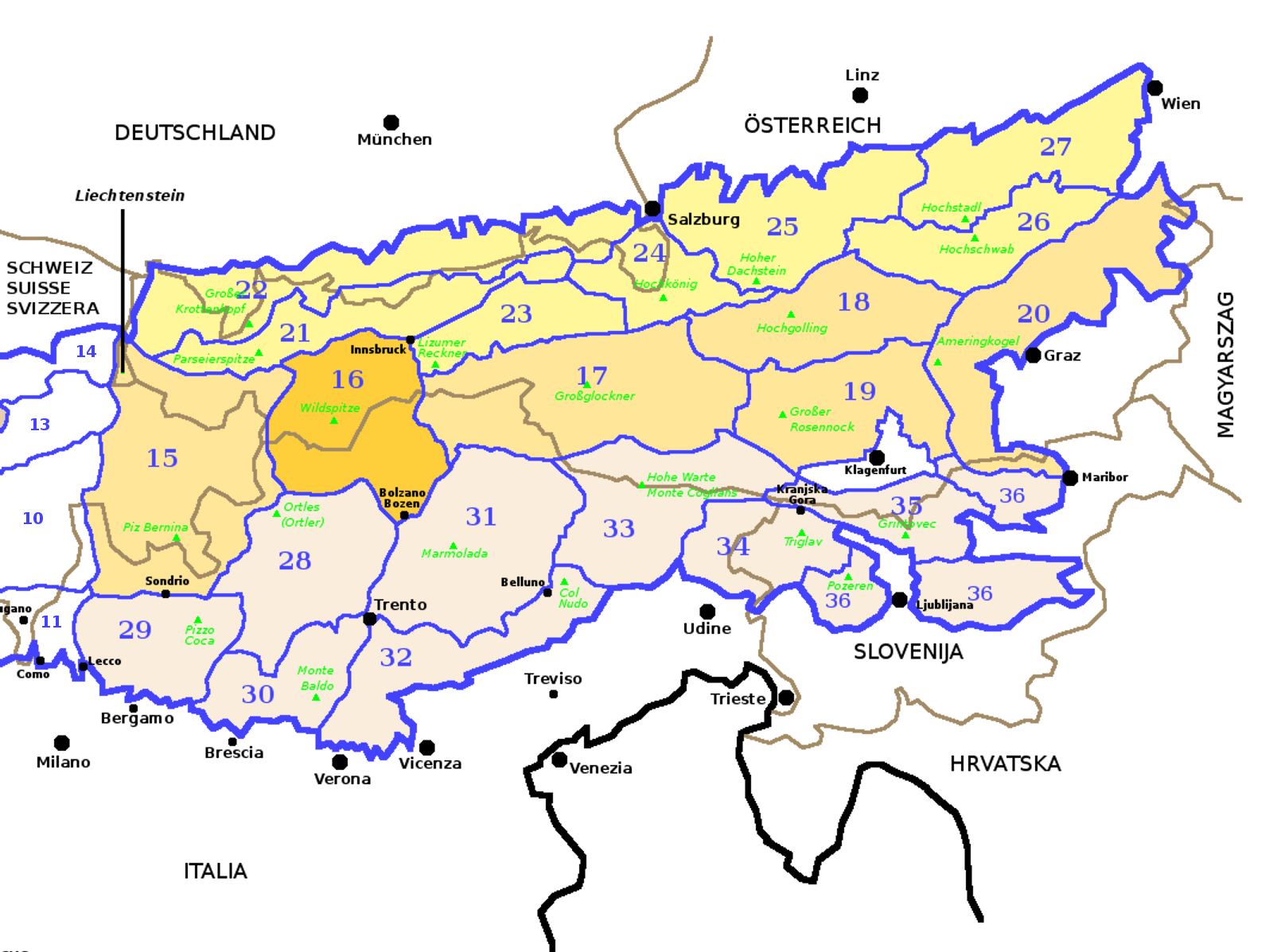
Le Alpi Retiche orientali (sezione n. 16) nelle Alpi Orientali

### Partizione delle Alpi
Secondo la Partizione delle Alpi del 1926 le Alpi Retiche formavano una sola sezione alpina. Di conseguenza le Alpi Retiche orientali erano inglobate nella più grande sezione.

### AVE
L'AVE non definisce sezioni alpine di grandi dimensioni ma, seguendo motivazioni soprattutto di carattere morfologico, suddivide le Alpi Orientali in gruppi montuosi di dimensioni minori. Pertanto definisce le Alpi Venoste, le Alpi dello Stubai e le Alpi Sarentine come gruppi indipendenti. 

### SOIUSA
La SOIUSA ha cercato una mediazione tra le due precedenti situazioni. Da una parte ha mantenuto il concetto di sezione anche se, per motivi principalmente di composizione geologica, ha suddiviso le Alpi Retiche in tre sezioni distinte: Alpi Retiche occidentali, Alpi Retiche orientali ed Alpi Retiche meridionali. Ha inoltre introdotto il concetto di sottosezione alpina andando così a ricuperare i gruppi dell'AVE.

## Geografia
Le Alpi Retiche orientali confinano a nord con le Alpi Calcaree Nordtirolesi dalle quali sono separate dal corso del fiume Inn. Confinano a nord-est con le Alpi Scistose Tirolesi. Confinano ad est con le Alpi dei Tauri occidentali dalle quali sono separate dal passo del Brennero. Confinano a sud-est con le Dolomiti dalle quali sono separate dal corso del fiume Isarco. Confinano a sud con le Alpi Retiche meridionali dalle quali sono separate dal corso del fiume Adige. Confinano ad ovest con la Alpi Retiche occidentali dalle quali sono separate dal passo di Resia.
Dal punto di vista orografico le Alpi Retiche orientali si trovano lungo la catena principale alpina. Solamente la sottosezione Alpi Sarentine se ne trova fuori in quanto si stacca a sud dalle Alpi dello Stubai al passo di Monte Giovo.

## Suddivisione
Le Alpi Retiche orientali secondo la SOIUSA sono a loro volta suddivise in tre sottosezioni ed in sei supergruppi:
- Alpi Venoste
  - Alpi Venoste Orientali
  - Alpi Passirie (in senso ampio)
  - Alpi Venoste del Nord
- Alpi dello Stubai
  - Alpi Breonie Occidentali
  - Alpi dello Stubai del Nord
- Alpi Sarentine
  - Catena Punta Cervina-Cima San Giacomo

## Vette
Le montagne principali delle Alpi Retiche orientali sono:
| montagna             | altezza (m) | sottosezione      | supergruppo                          |
| -------------------- | ----------- | ----------------- | ------------------------------------ |
| Wildspitze           | 3.772       | Alpi Venoste      | Alpi Venoste Orientali               |
| Palla Bianca         | 3.738       | Alpi Venoste      | Alpi Venoste Orientali               |
| Cima Nera            | 3.628       | Alpi Venoste      | Alpi Venoste Orientali               |
| Similaun             | 3.607       | Alpi Venoste      | Alpi Venoste Orientali               |
| Cima del Lago Bianco | 3.518       | Alpi Venoste      | Alpi Venoste Orientali               |
| Punta di Finale      | 3.514       | Alpi Venoste      | Alpi Venoste Orientali               |
| Pan di Zucchero      | 3.507       | Alpi dello Stubai | Alpi Breonie Occidentali             |
| Schrankogel          | 3.496       | Alpi dello Stubai | Alpi dello Stubai del Nord           |
| Cima Altissima       | 3.479       | Alpi Venoste      | Alpi Venoste Orientali               |
| Cima delle Anime     | 3.470       | Alpi Venoste      | Alpi Passirie (in senso ampio)       |
| Cima Libera          | 3.418       | Alpi dello Stubai | Alpi Breonie Occidentali             |
| Monte Rosso          | 3.337       | Alpi Venoste      | Alpi Passirie (in senso ampio)       |
| Cima Tessa           | 3.318       | Alpi Venoste      | Alpi Passirie (in senso ampio)       |
| Cima Bianca Grande   | 3.281       | Alpi Venoste      | Alpi Passirie (in senso ampio)       |
| Habicht              | 3.277       | Alpi dello Stubai | Alpi Breonie Occidentali             |
| Cima Fiammante       | 3.219       | Alpi Venoste      | Alpi Passirie (in senso ampio)       |
| Tribulaun            | 3.097       | Alpi dello Stubai | Alpi Breonie Occidentali             |
| Punta Cervina        | 2.781       | Alpi Sarentine    | Catena Punta Cervina-Cima di Giacomo |
| Cima San Giacomo     | 2.742       | Alpi Sarentine    | Catena Punta Cervina-Cima di Giacomo |
| Corno di Tramin      | 2.708       | Alpi Sarentine    | Catena Punta Cervina-Cima di Giacomo |
| Monte Villandro      | 2.509       | Alpi Sarentine    | Catena Punta Cervina-Cima di Giacomo |

## Valichi
I principali valichi che interessano le Alpi Retiche orientali sono:
- Passo del Brennero
- Passo di Monte Giovo
- Passo di Pennes
- Passo di Resia
- Passo del Rombo